# NGC 1388
NGC 1388 ist eine Spiralgalaxie mit ausgedehnten Sternentstehungsgebieten vom Hubble-Typ Sa im Sternbild Eridanus südlich des Himmelsäquators. Sie ist schätzungsweise 191 Millionen Lichtjahre von der Milchstraße entfernt und hat einen Durchmesser von etwa 40.000 Lj.
Im selben Himmelsareal befinden sich u. a. die Galaxien NGC 1372, NGC 1405, NGC 1413, IC 1975.
Das Objekt wurde am 12. November 1885 vom US-amerikanischen Astronomen Francis Leavenworth entdeckt.